# 光輪 (宗教美術)

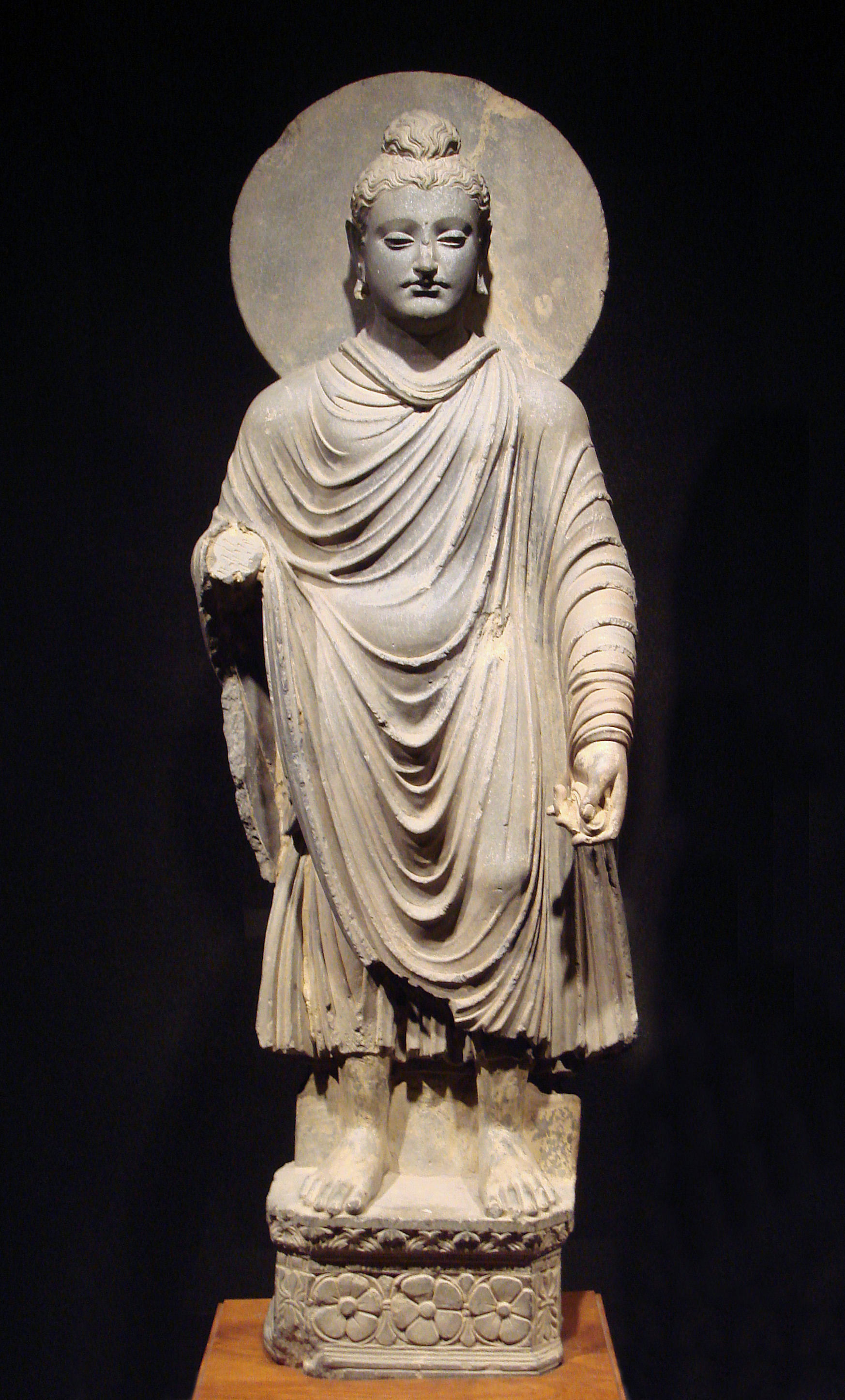
光輪のある仏陀立像。西暦1-2世紀（またはそれ以前）。ガンダーラのグレコ仏教美術。

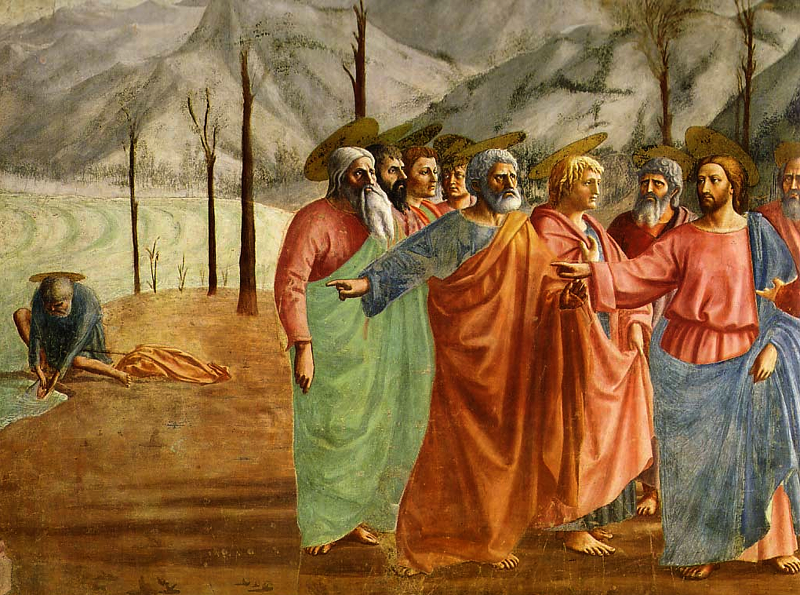
イエスと十二使徒のうちの9人に、光輪が描かれている。

光輪（英語:halo、古代ギリシア語 ἅλως、halōs;）は、美術において、人の頭部を取り巻く光線、光の円または円盤。ニンブス、アウレオラ、グローリーとしても知られる。多くの宗教的図像で聖人や神聖な人物を表すために使用されており、様々な時代の支配者や英雄の図像にも使用されている。古代ギリシア、古代ローマ、キリスト教、ヒンドゥー教、仏教、イスラム教などの宗教美術では、神聖な人物は、頭の周りまたは身体全体に円形の光輪が描かれることがある。東洋美術では炎の形で描かれることもある。頭だけでなく全身を取り巻くものは、しばしばマンドルラと呼ばれる。光輪は、ほぼ全ての色または色の組み合わせで描かれるが、ほとんどの場合、光を表すとき金色、黄色、白、炎を表すとき赤で描かれる。

## 古代メソポタミア
シュメールの宗教文学では、melam（アッカド語のmelammu）について頻繁に言及している。これは、「神、英雄、時には王から、また神聖な寺院や神のシンボルやエンブレムから滲み出る、輝かしく目に見えるオーラ」である。

## 古代ギリシア世界

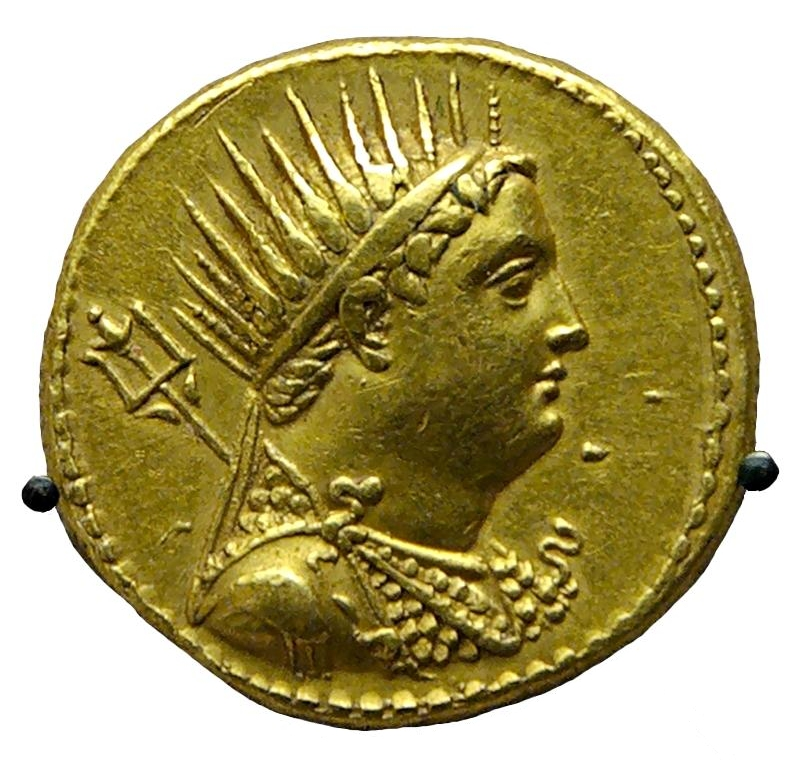
プトレマイオス3世のドラクマ

ホメーロスは、戦闘中の英雄の頭の周りにある、超自然的な光について説明している。

## アジア美術

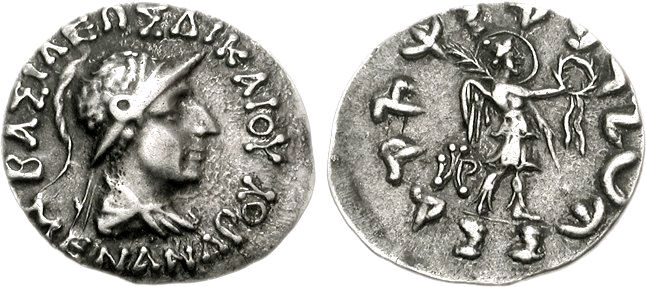
インド・グリーク朝の王メナンドロス2世の硬貨。裏面に光輪のあるニーケーが描かれている。

インドでは、光輪の使用は紀元前2000年まで遡る可能性がある。
インドでは、頭の光輪はプラバマンダラ（Prabhamandala）またはSiras-cakraと呼ばれ、全身の光輪はプラババリ（Prabhavali）と呼ばれる。上座部仏教とジャイナ教では何世紀にも渡って光輪を採用していなかったが、他の宗教ほどではないものの、後に光輪を描き始めた。

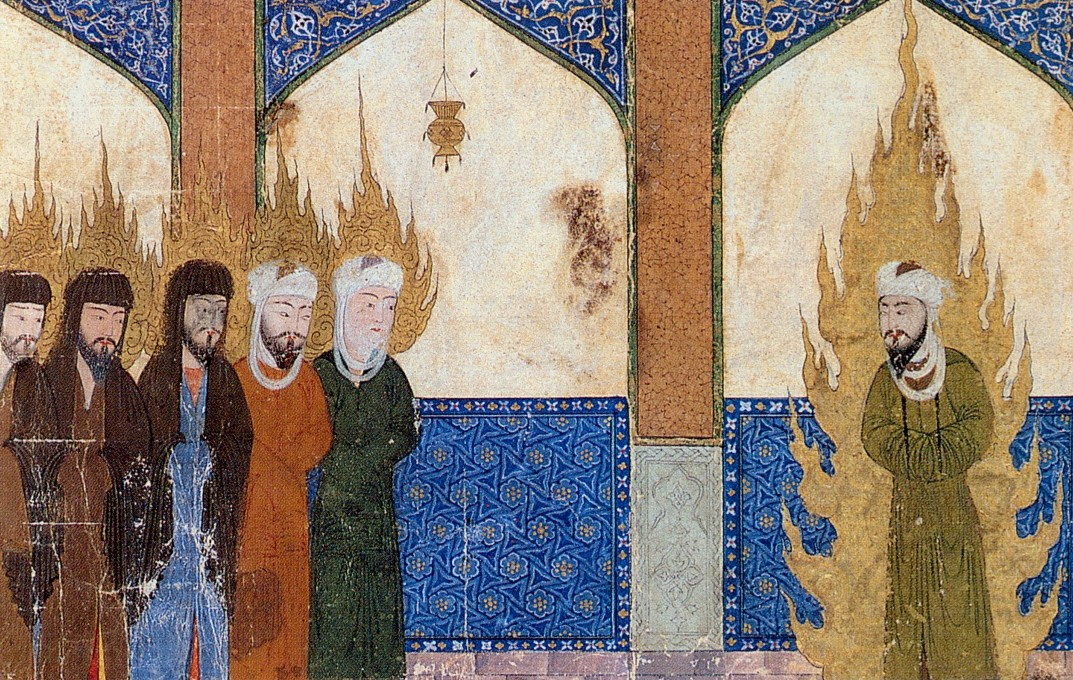
アブラハム、モーセ、イエス・キリストを先導するムハンマド。15世紀ペルシアのミニアチュール。

アジア美術では、光輪は光だけではなく炎で構成されるものとして想像されることがよくある。このタイプは、中国の青銅器で初めて現れたと考えられ、現存する最古のものは450年以前のものである。
光輪は、様々な場所や時代のイスラム美術、特にペルシャのミニアチュールや、その影響を受けたムガル絵画やオスマン帝国の美術に見られる。仏教美術に由来する炎の光輪が天使の周りに描かれていたり、同様のものはムハンマドや他の聖人の周りにもよく見られる。17世紀初頭から、ムガル帝国の皇帝や、ラージプートとシク教徒の指導者の肖像に、より素朴な丸い光輪が描かれるようになった。美術史家はムガル帝国はヨーロッパの宗教美術から光輪を取り入れたと考えているが、光輪は王のカリスマについてのペルシア人の考えが反映されている。オスマン帝国は、カリフを名乗っているにもかかわらず、スルターンに光輪付けて描くことを避けた。中国の皇帝は、仏教上の権威を誇示している場合に限り、光輪が使用された。

### エジプトとアジア

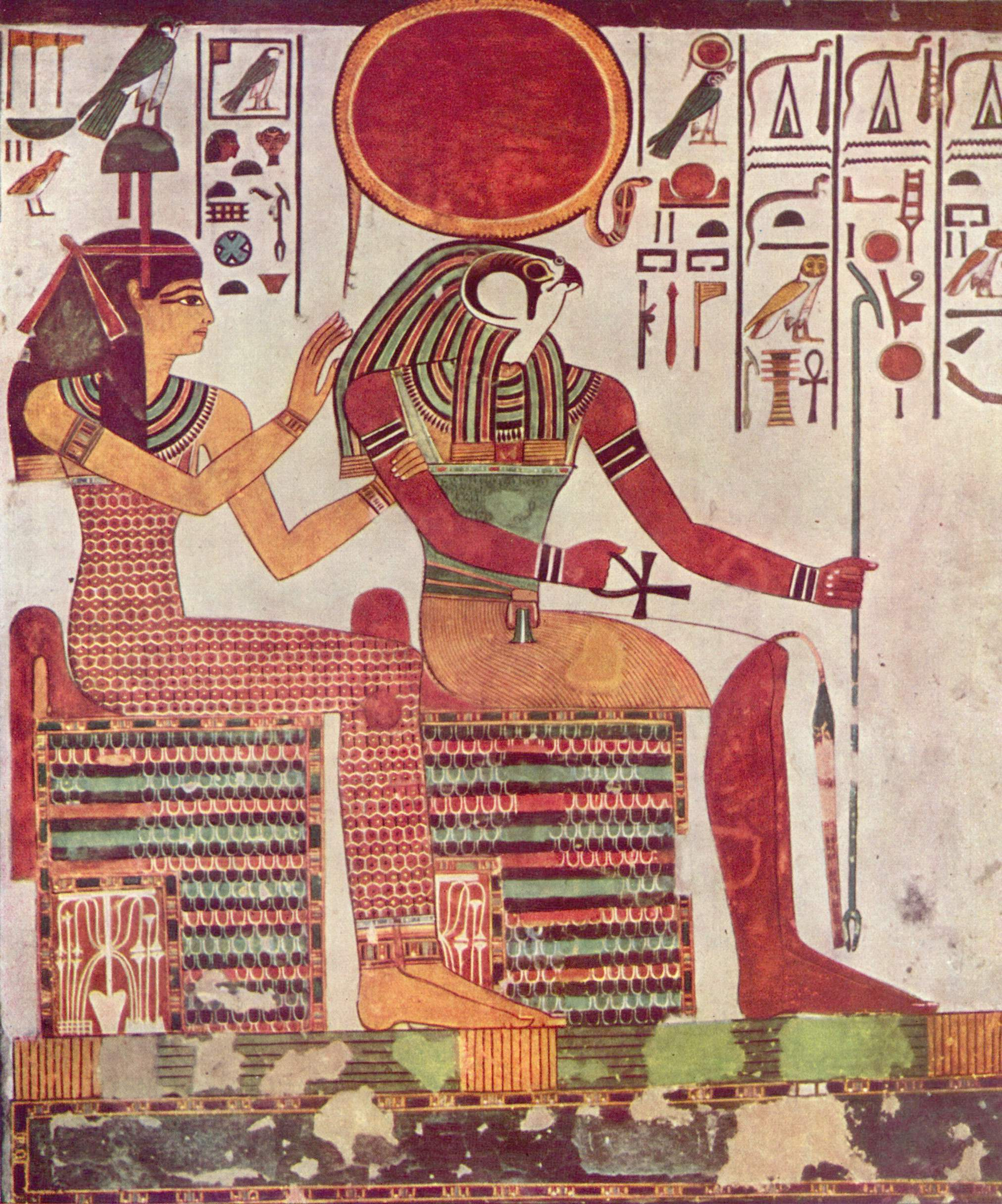
太陽の円盤と共にあるラー。紀元前1235年
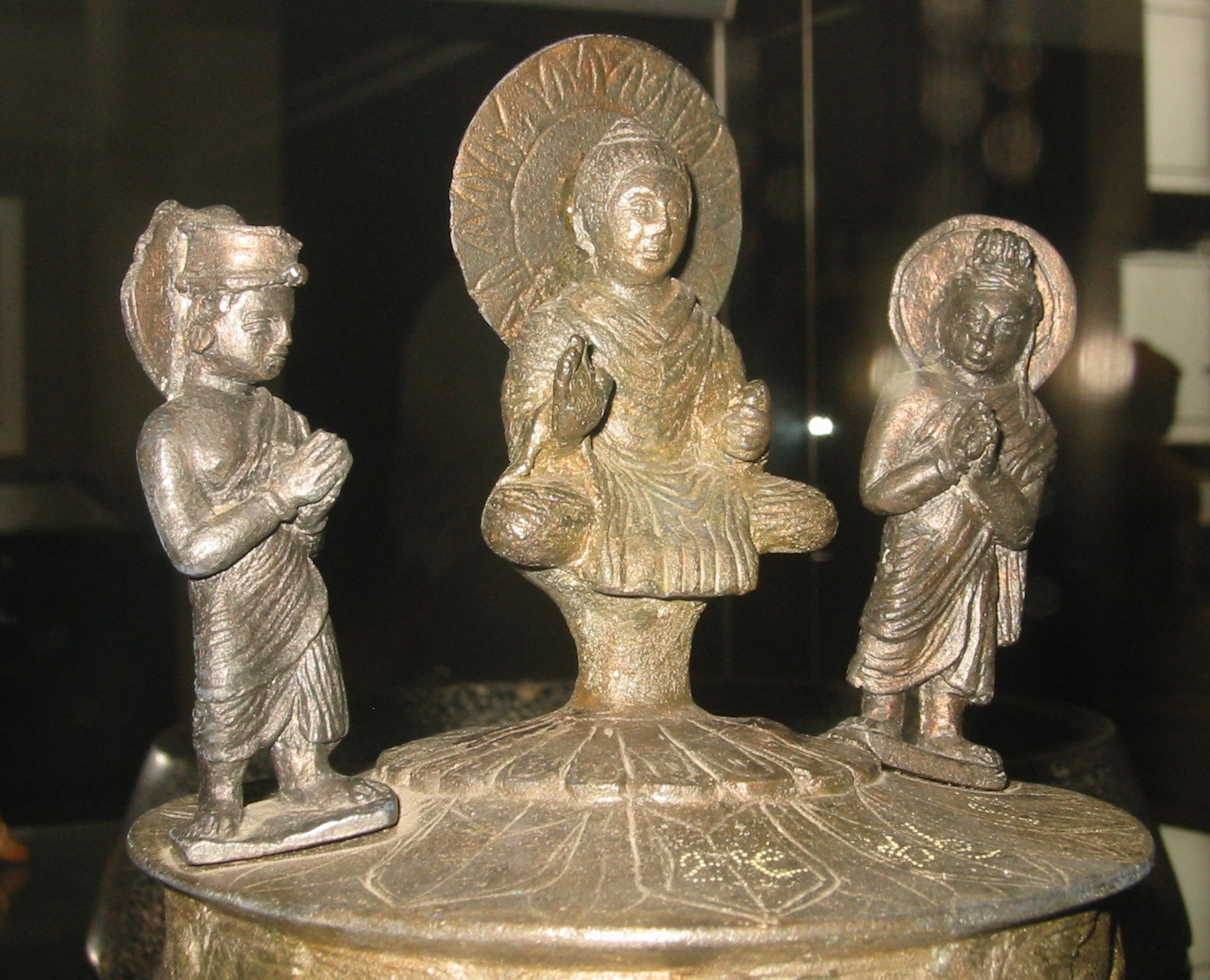
127年のカニシカ王の舎利容器。左からブラフマー、釈迦、インドラ
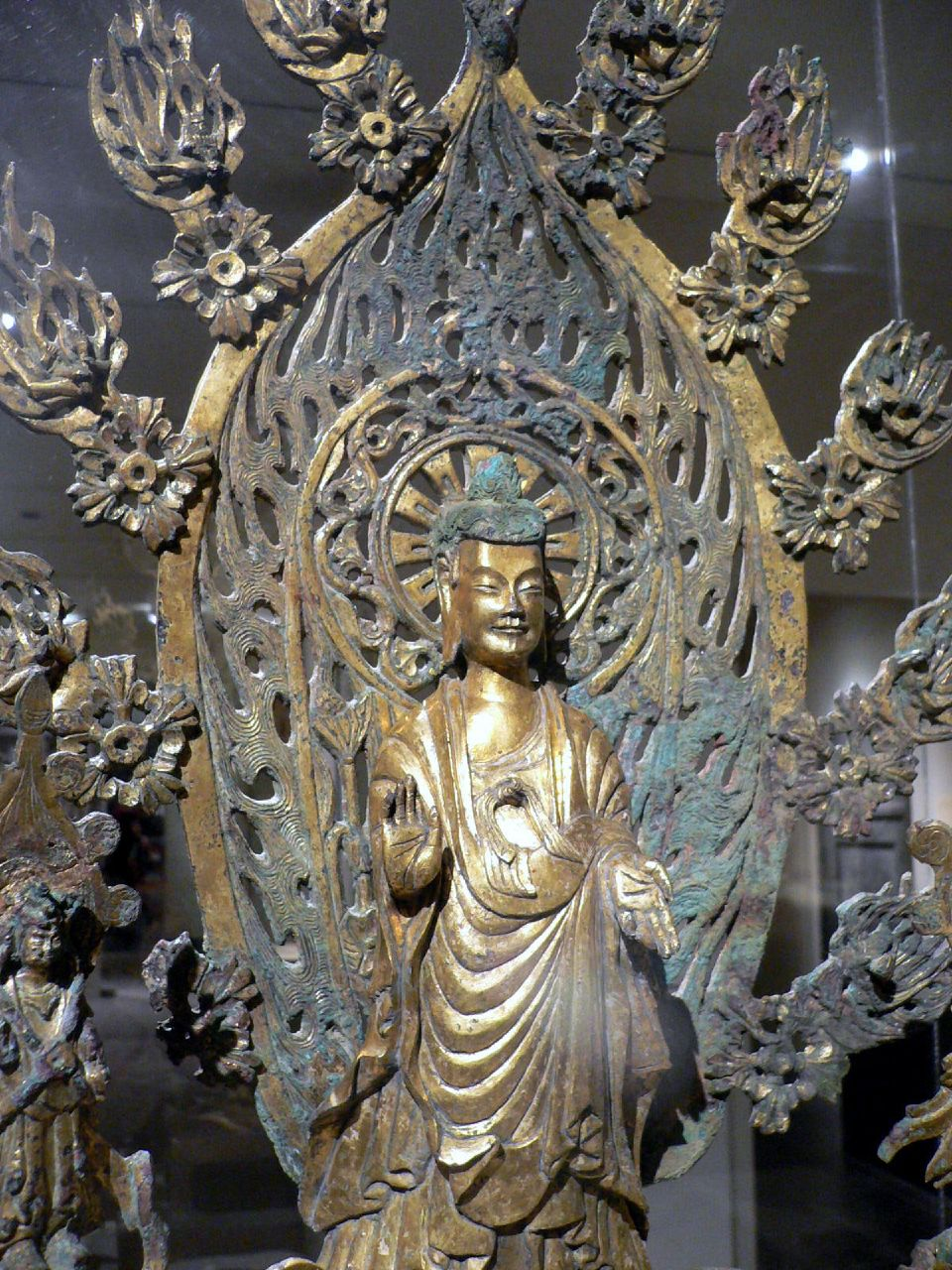
524年の北魏の仏教青銅器、燃えるようなマンドルラの内側に二重の光輪がある
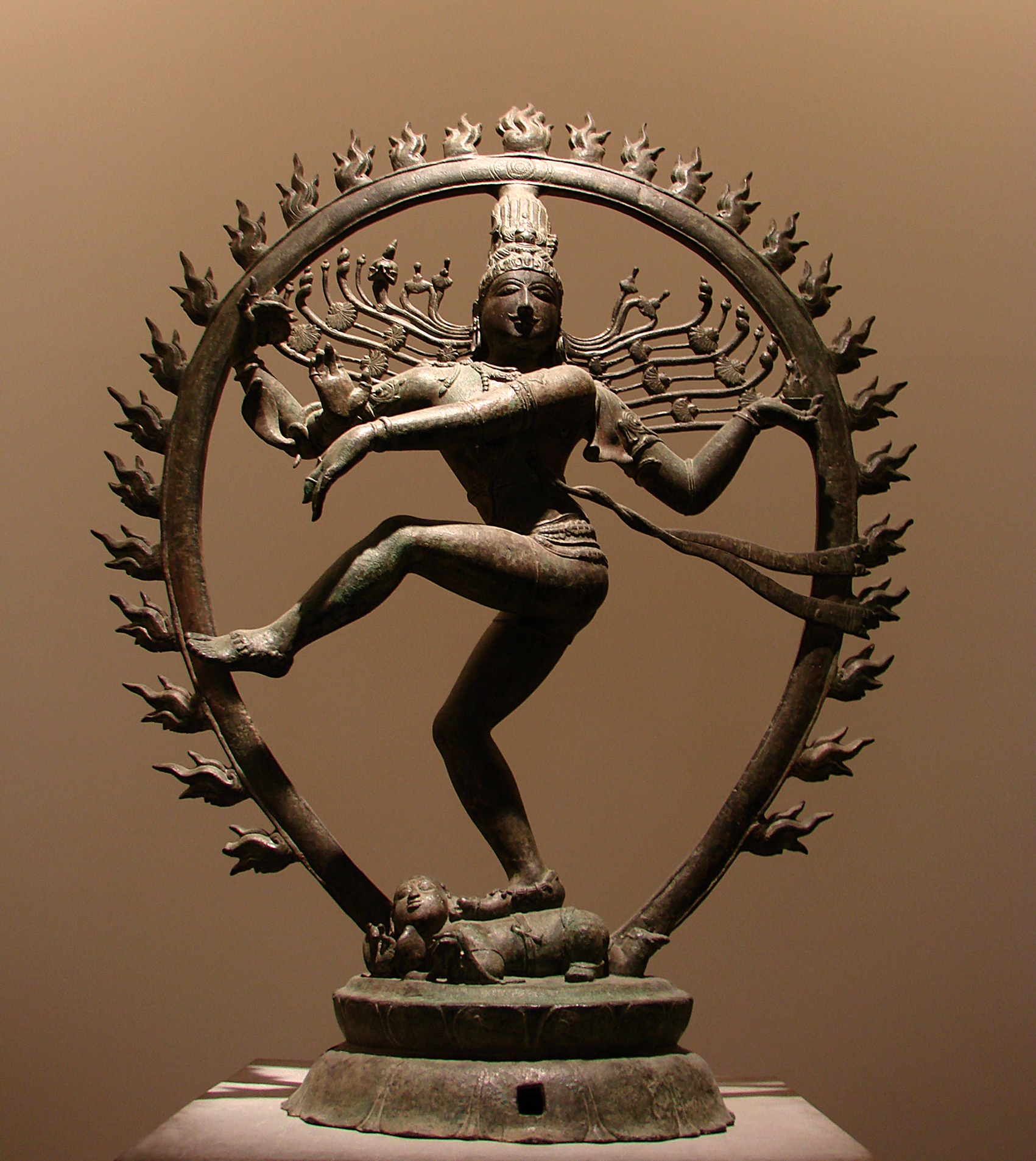
炎のオーラを持つナタラジャ（11世紀）
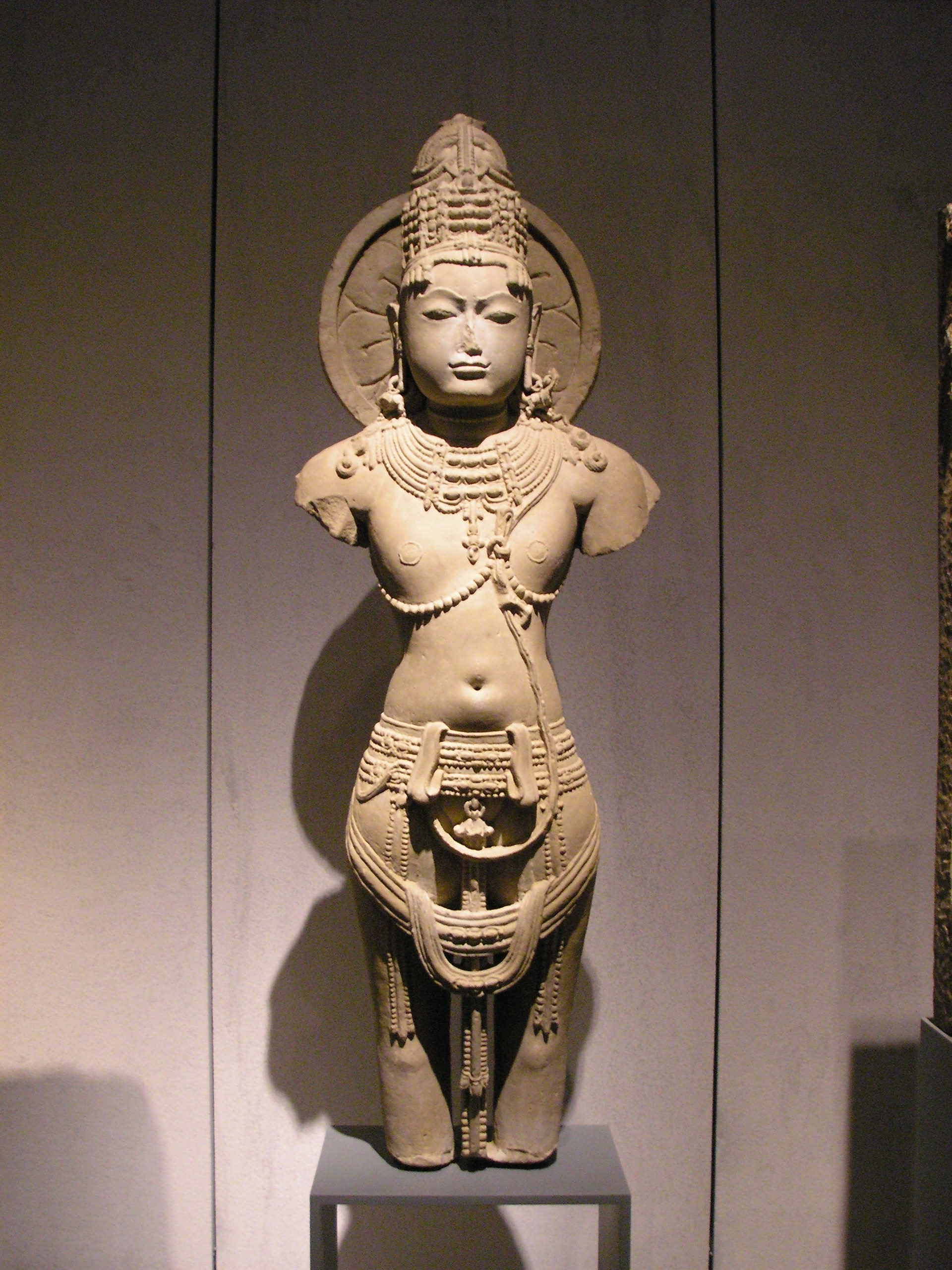
ヒンドゥー教の像 (11世紀)
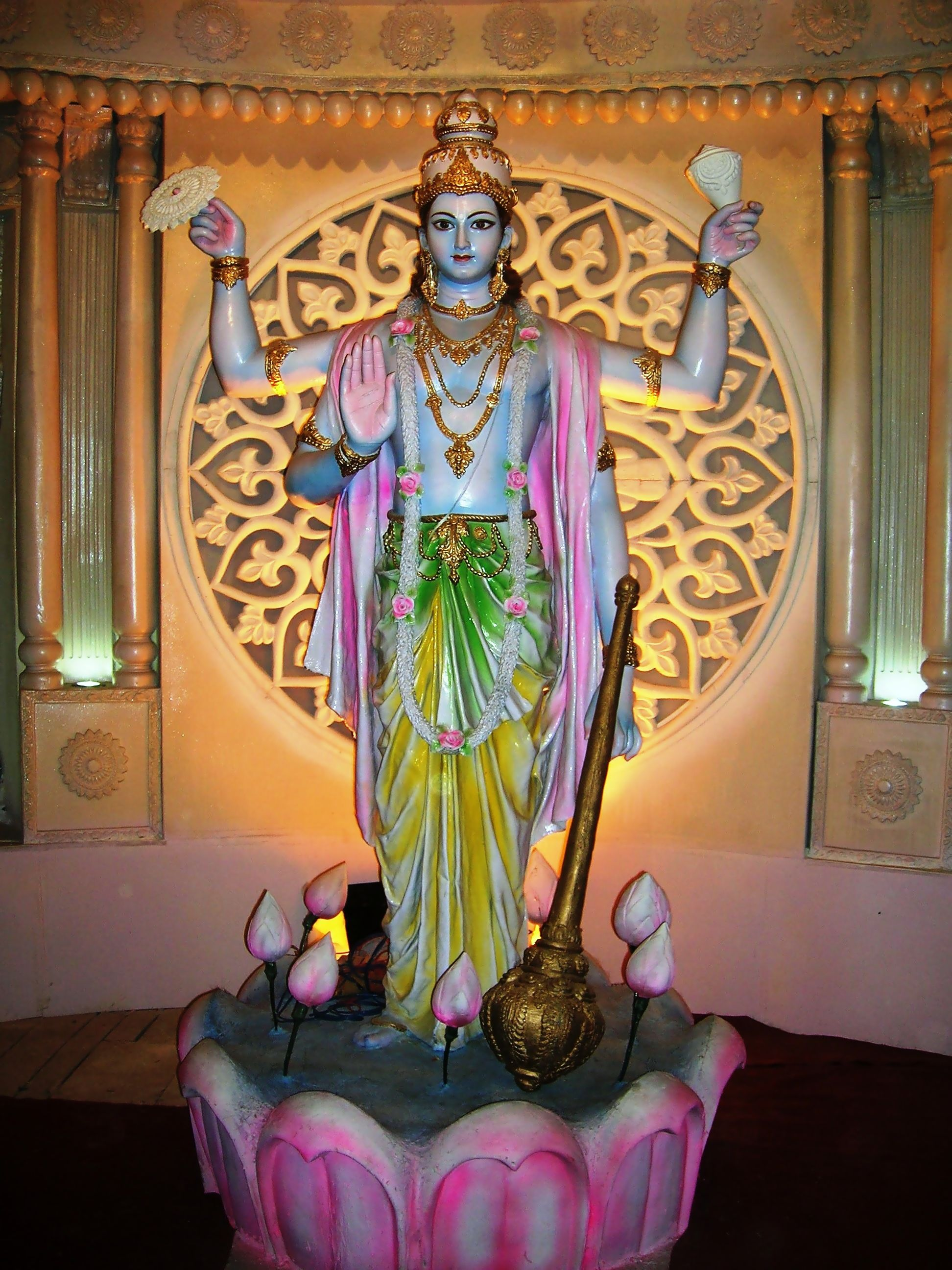
照明によって演出された光輪を持つヴィシュヌの現代的なムールティ
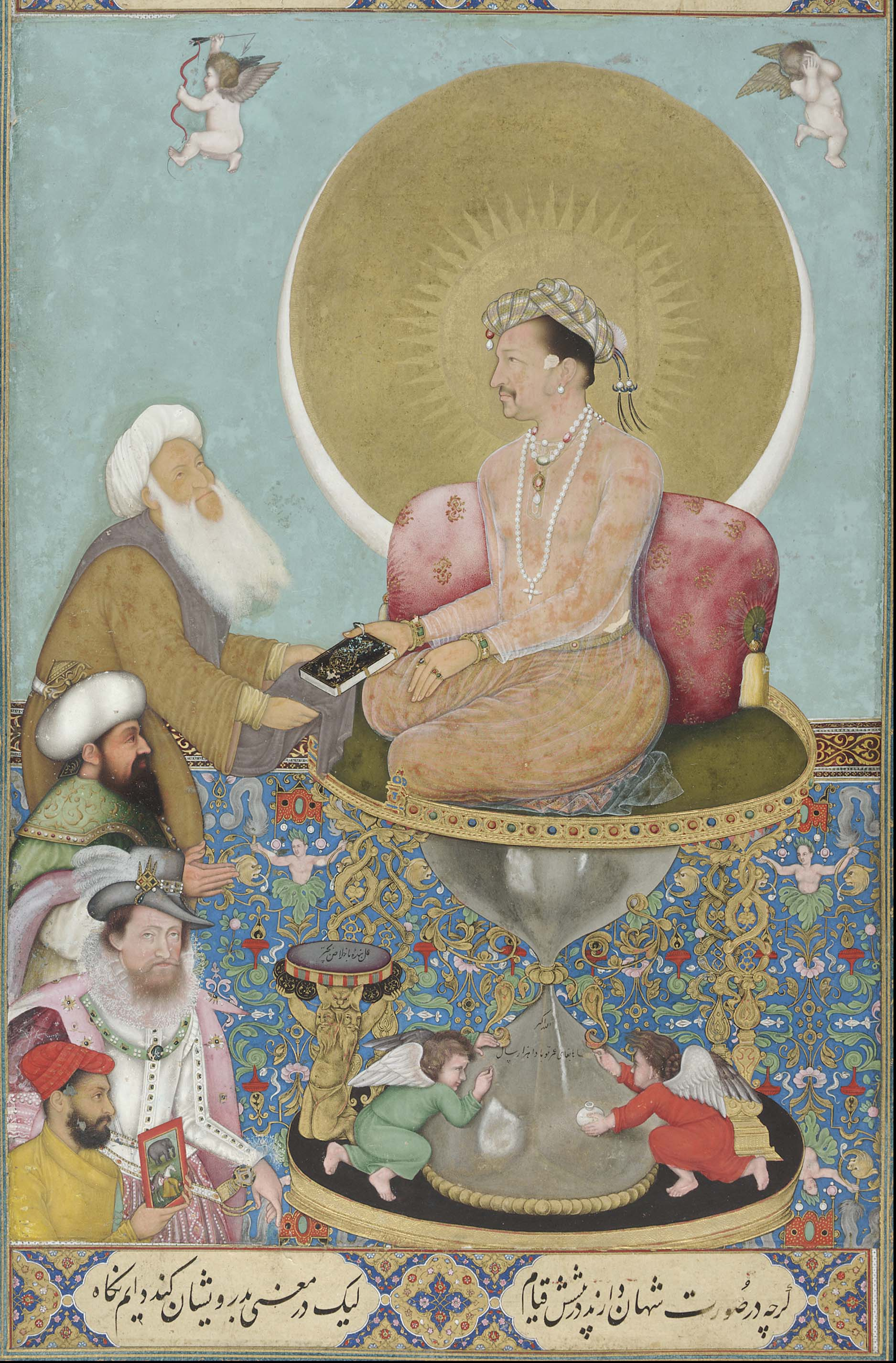
ムガル帝国の君主ジャハーンギールは、前例のない大きさの光輪を持って描かれることがよくあった。1620年頃
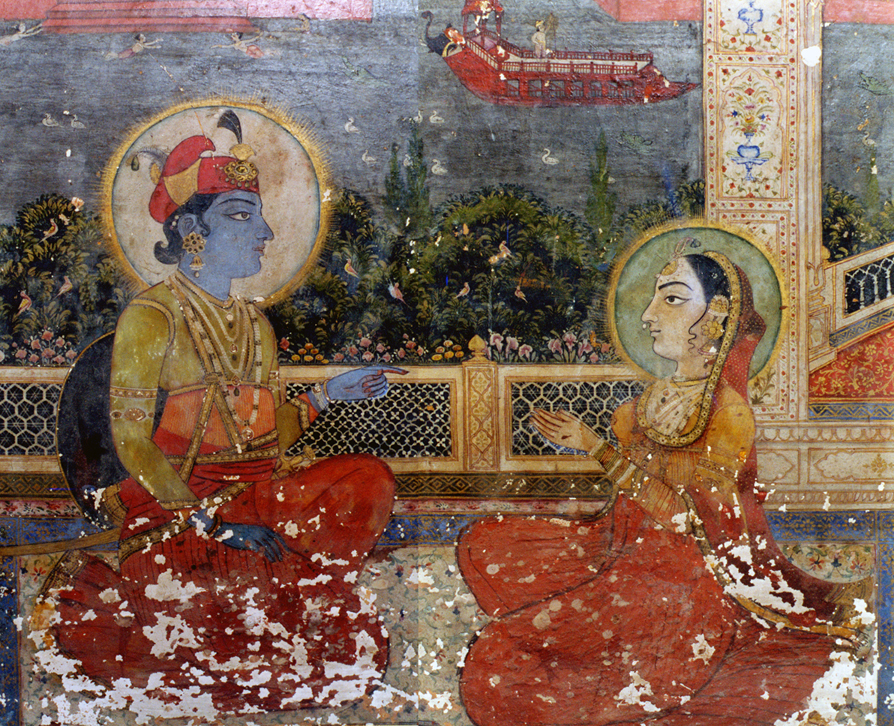
クリシュナとその妻ルクミニーの壁画。1840年頃
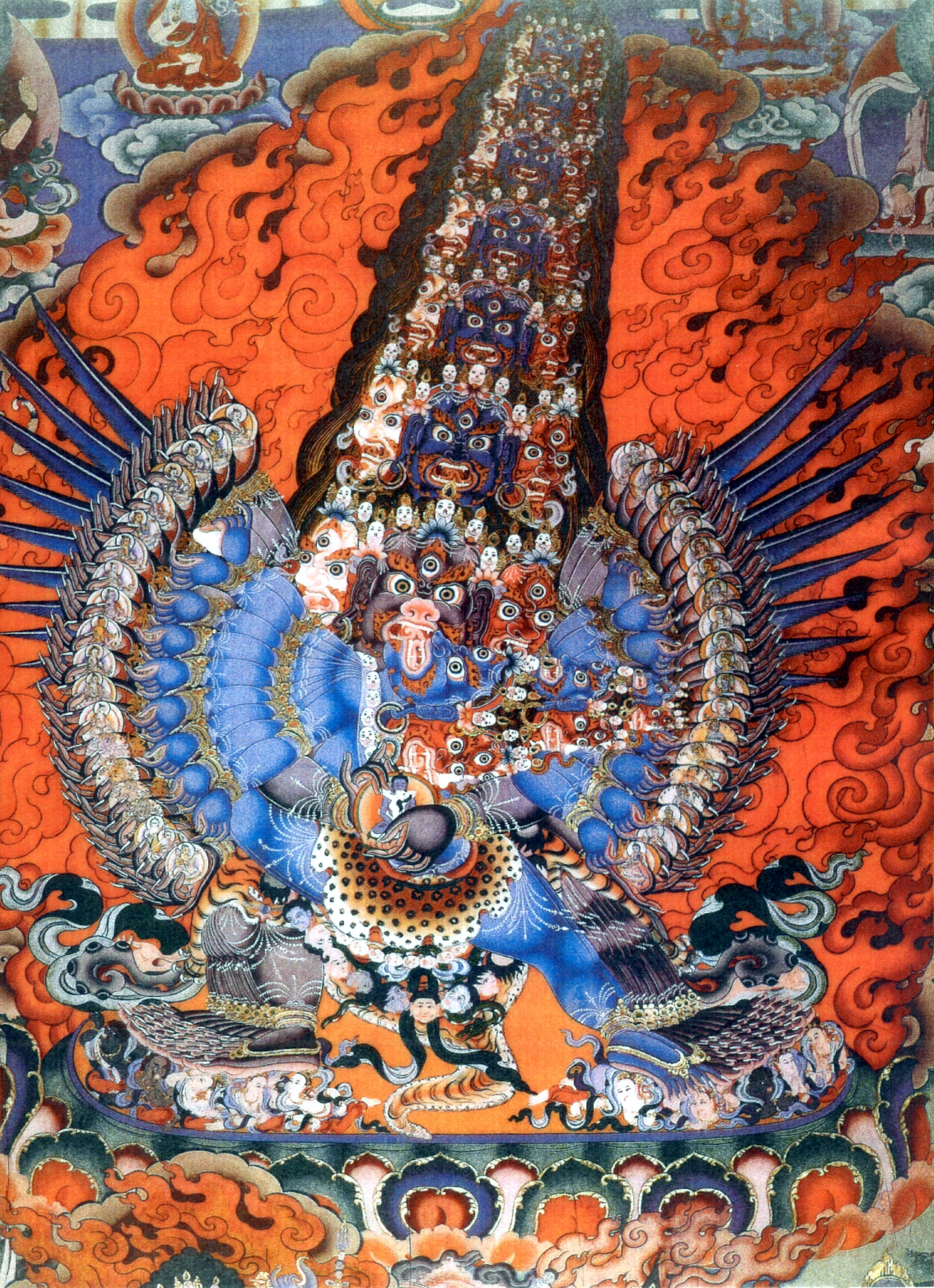
渦巻く火の光輪と神の怒りの性質を示す煙の柱に囲まれた多肢のチベットの神 (19世紀)。 (ハヤグリーヴァ（英語版）のタンカ)
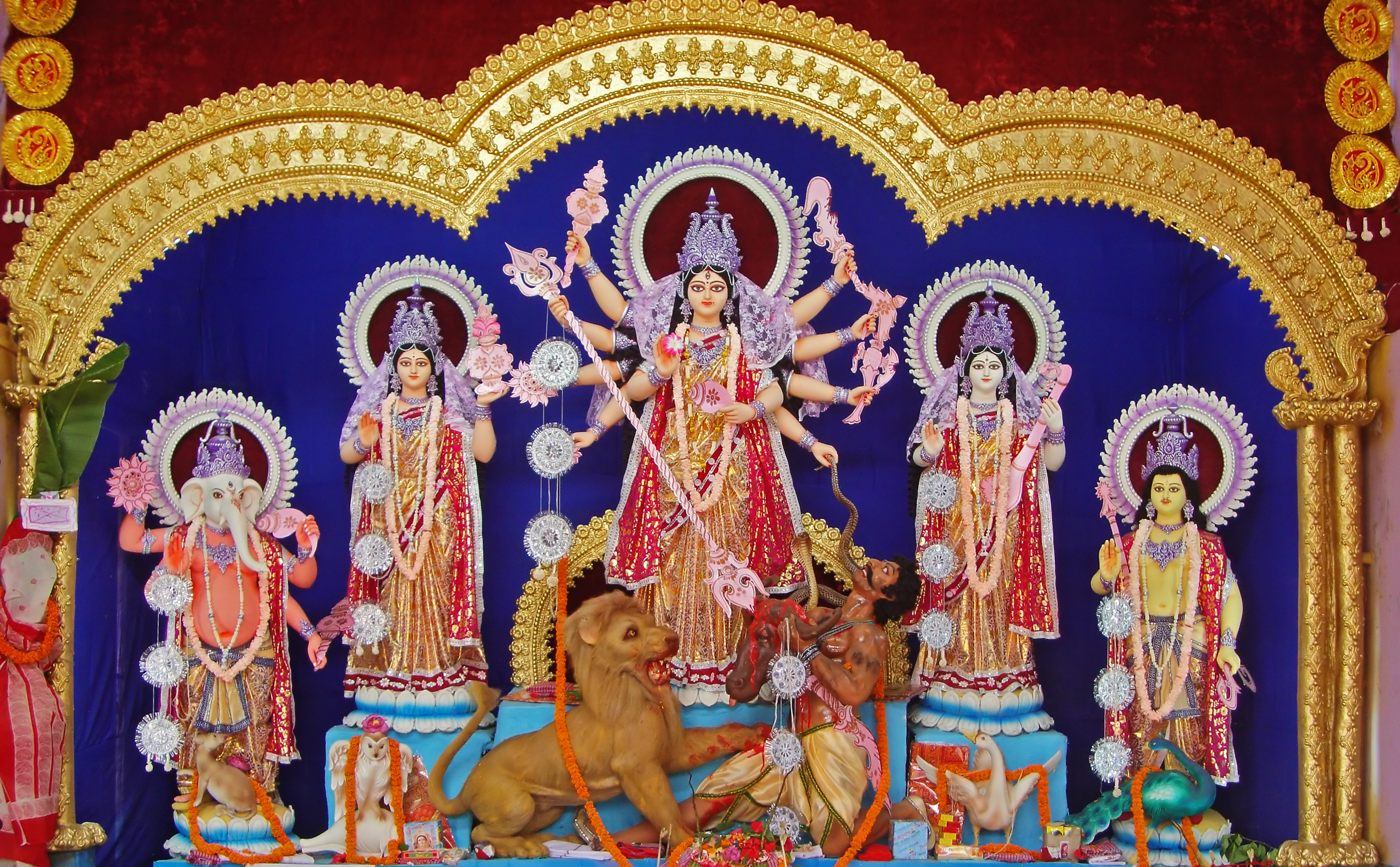
光輪を持つドゥルガーや神々の、現代ヒンドゥー教の像

## ローマ美術

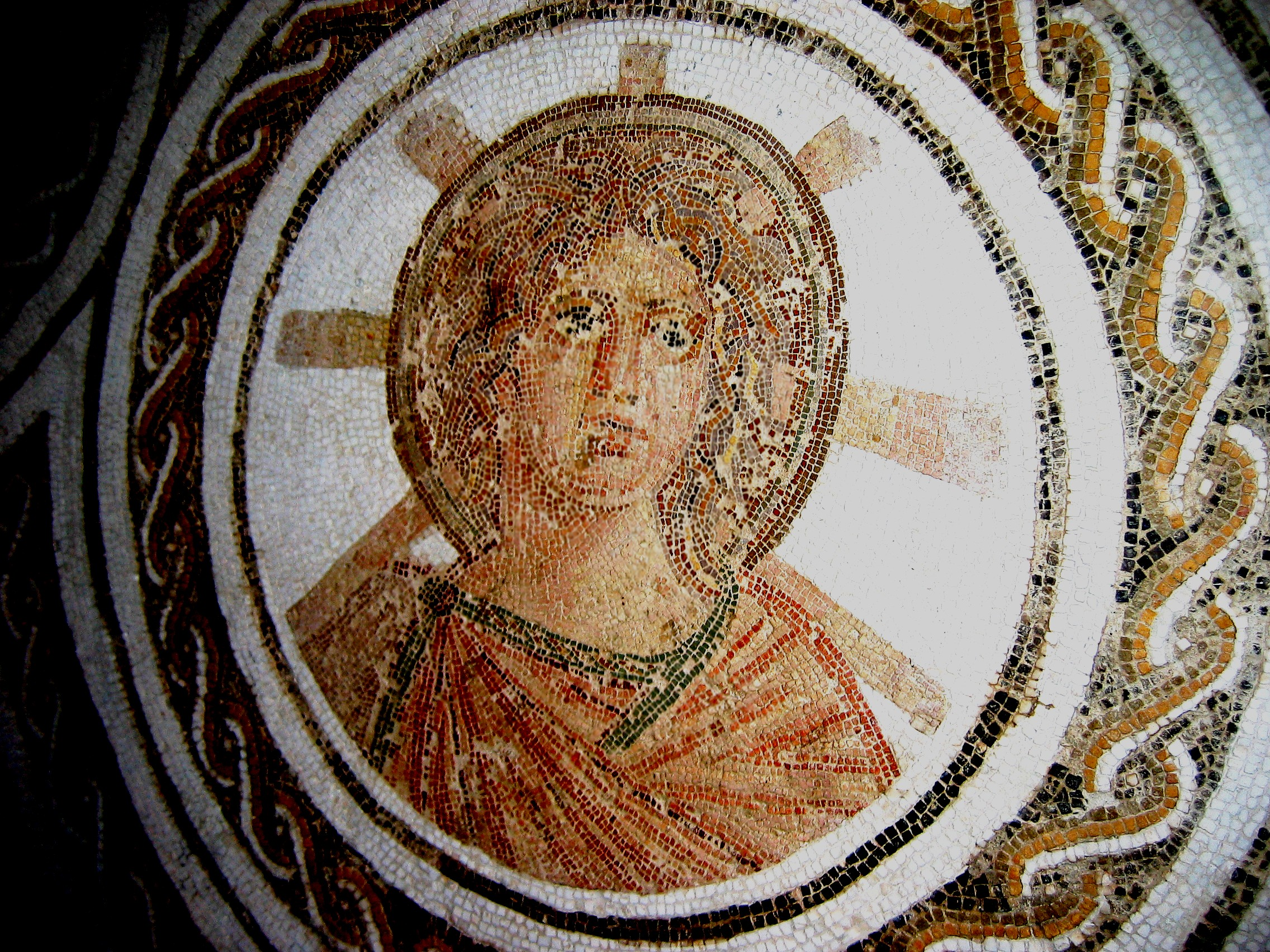
ローマのモザイク画に描かれたオーラを持つアポローン(2世紀後半、チュニジアのエル・ジェム)。

ローマ美術における光輪は、頭を取り囲むように描かれているオーラまたは神聖な輝きである。それは最初にヘレニズム時代のギリシャとローマの文化に現れたが、由来はペルシア王を特徴付けるゾロアスター教のフワルナフが、ミトラ教とともに流入したものである可能性がある。

## キリスト教美術

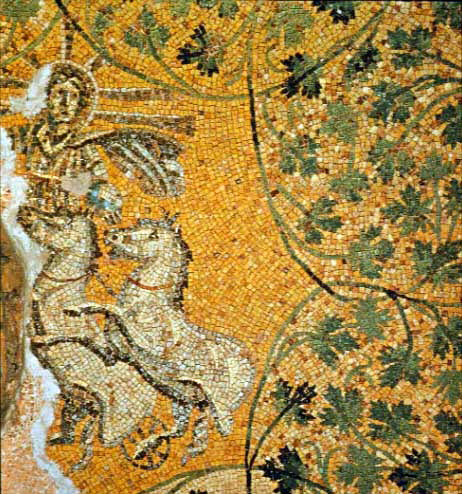
サン・ピエトロ大聖堂にある4世紀以前のソル・インウィクトゥスのモザイク画。多くの人がキリストを表していると解釈している。

光輪は、4世紀のある時点で、イコンを含む初期キリスト教美術に組み込まれた。当初はイエスだけが光輪のある人物として描かれた (イエスの象徴である神の子羊を含む)。当初、光輪はキリストのロゴス、つまり神聖な性質の表現であると多くの人に考えられていたため、非常に初期（500年以前）のヨハネによる洗礼前のキリストの描写では、光輪が描かれない傾向がある。キリストのロゴスが受胎時に遡る生まれつきのものであるか（主流の見解）、それとも洗礼の際に獲得されたものであるか（養子的キリスト論）という議論がある。この時期、キリストは洗礼の中で子供または若者としても示されているが、これは年齢に関連した表現ではなく、神学的な問題である可能性がある。

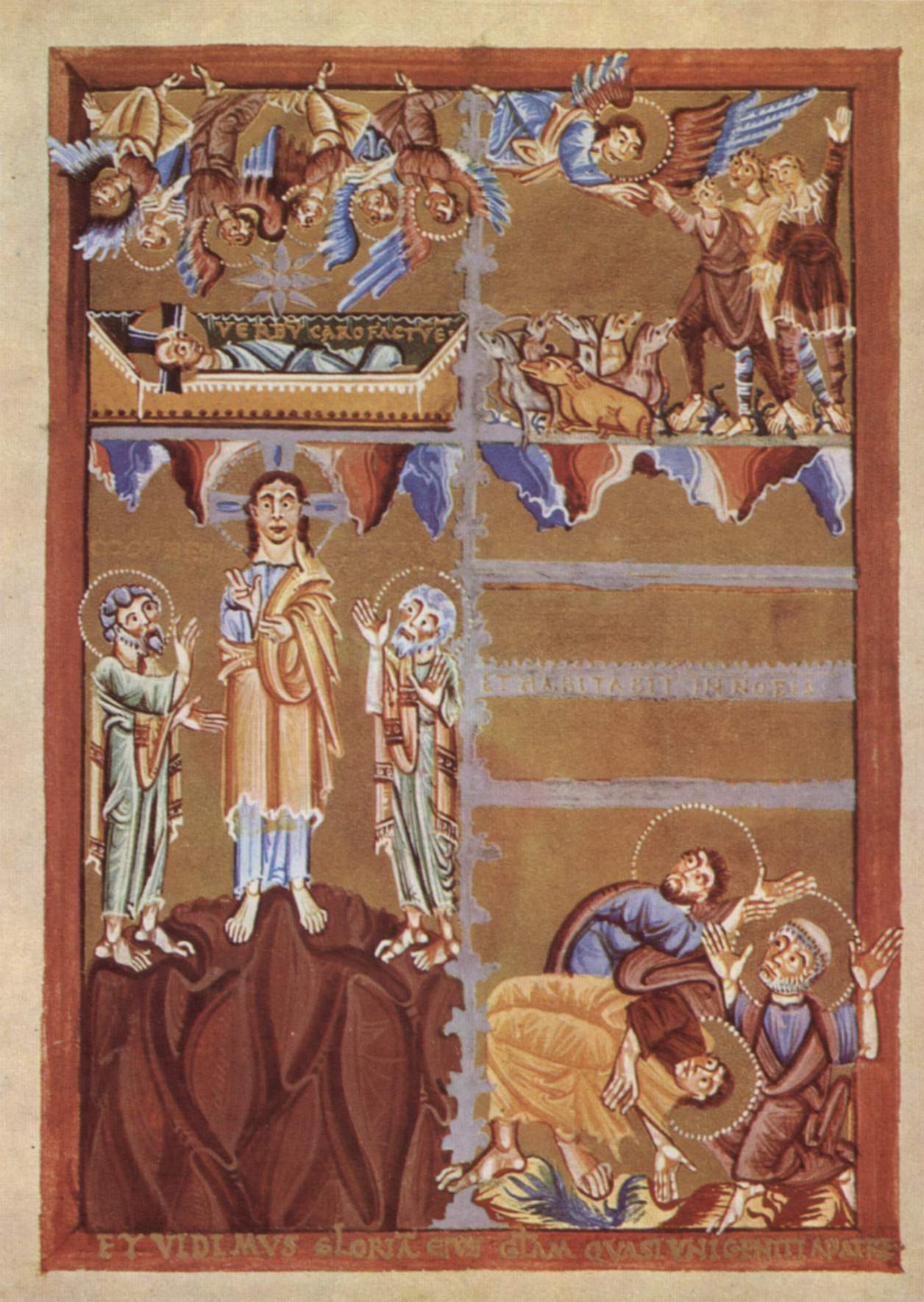
十字架の光輪を持つキリストの降誕と変容。 使徒、天使、預言者の光輪は単純なものである。(1025年–50年、ケルン

十字形の光輪（cruciform halo）、つまり円の中または外に十字架がある光輪は、特に中世美術において、三位一体の人物、イエス・キリストを表すために使用される。
無地の丸い光輪は聖人、聖母マリア、旧約聖書の預言者、天使、福音書記者などを表す際に使用される。 東ローマ帝国の皇帝と皇后は、聖人やキリストと一緒に描かれることがよくあったが、光輪は輪郭だけだった。これはオスマン帝国とその後のロシアの支配者によって受け継がれた。時代が進むにつれて、西洋では旧約聖書の人物に光輪が描かれることは少なくなった。

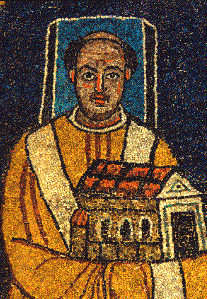
教皇パスカリス1世の肖像画は生前に描かれているため、四角い光輪が付いている。ローマ、サンタ・プラッセーデ（820年頃）

中世イタリア美術では、まだ聖人として列聖されていない列福された人物は、頭から放射状に伸びた直線的な光線が描かれることがある。後にこれは、全ての人物に対して使用できる、目立たない形の光輪となった。マリアには、特にバロック時代以降、黙示録の女に由来する、星の円環と呼ばれる特別な形の光輪が見られる。
四角い光輪（Square haloes）は、イタリアで約500-1100人の献納肖像画で盛んに使用されることがあった。徳の擬人的表現では六角形の光輪が描かれることがある。 

### 光輪の衰退

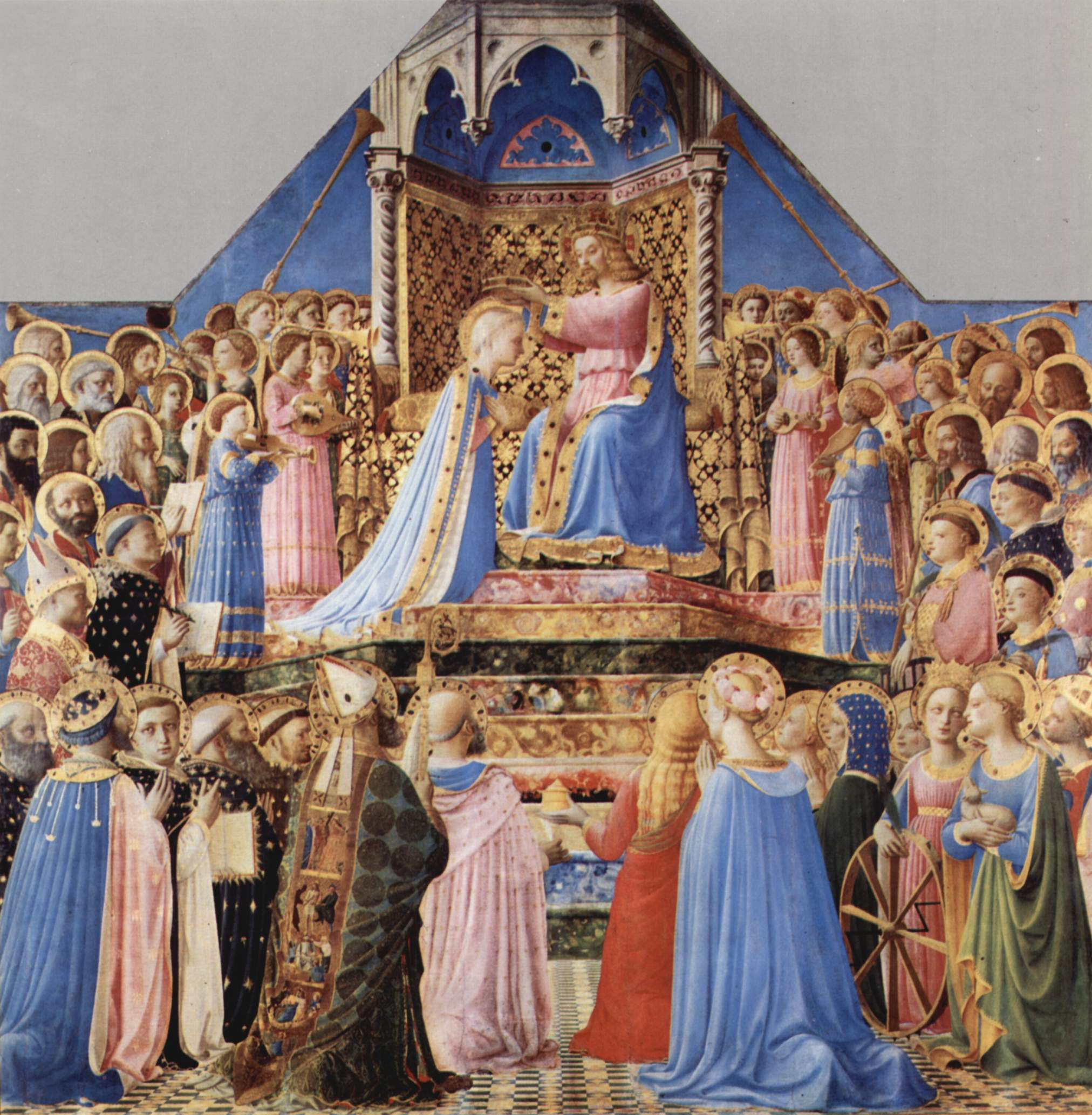
フラ・アンジェリコ『聖母戴冠』。手前で跪いている人物を後ろから見た時の光輪が要注目とされる

絵画の写実主義が高まるにつれ、芸術家にとって光輪が問題になり始めた。透視投影が不可欠であると考えられるようになると、画家たちは光輪を、常に正面から見ているかのように描かれていた頭を囲むオーラから、立体的な、聖人の頭上に浮かぶ平らな金色の円盤または輪に変更した。 
15世紀初頭、ヤン・ファン・エイクとロベルト・カンピンは光輪の使用をほとんど放棄したが、他の初期フランドル派の芸術家たちは引き続き光輪を使用した。イタリアではより長く存続したが、ジョヴァンニ・ベッリーニの作品などでは小さく目立たない形で描かれた。

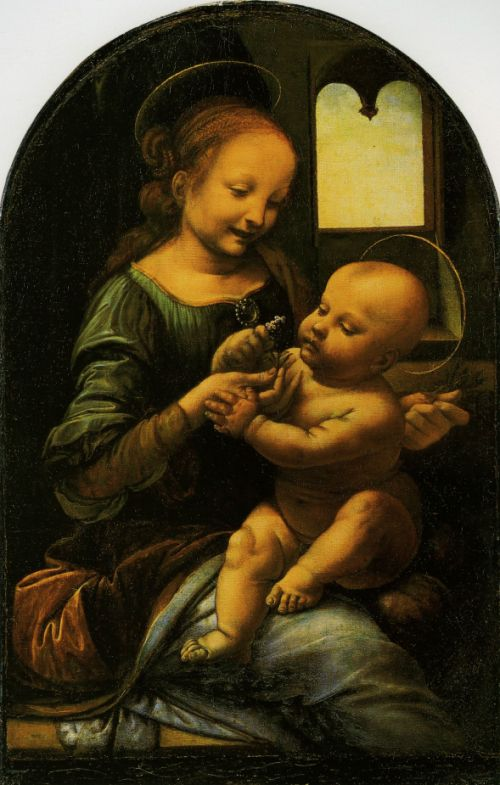
レオナルド・ダ・ヴィンチ『ブノアの聖母』。立体的に半透明の光輪が浮かんでいる

盛期ルネサンスでは、ほとんどのイタリアの画家でさえ光輪を完全に廃止したが、1563年のトリエント公会議の像に関する法令で頂点に達したプロテスタントの宗教改革に対する教会の対抗策として、カルロ・ボッロメーオのような宗教芸術家によって光輪の使用が推進された。自然光が照らす場所に人物の頭部を配置することによって、光輪が再現されたりもした。またはその代わりに、より控えめに小さくちらつく光がキリストなどの頭の周囲に配置された（おそらくティツィアーノが先駆者だった）。これらはレンブラントのエッチングに見ることができる。
19世紀までに、光輪は西洋の主流芸術ではほとんど見られなくなった。
1995年の英語辞書でば、Haloという言葉は頭の周りの円だけを意味するが、リーとサーマンはこの言葉を全身を囲む円形の光にも使用している。

### キリスト教における精神的重要性

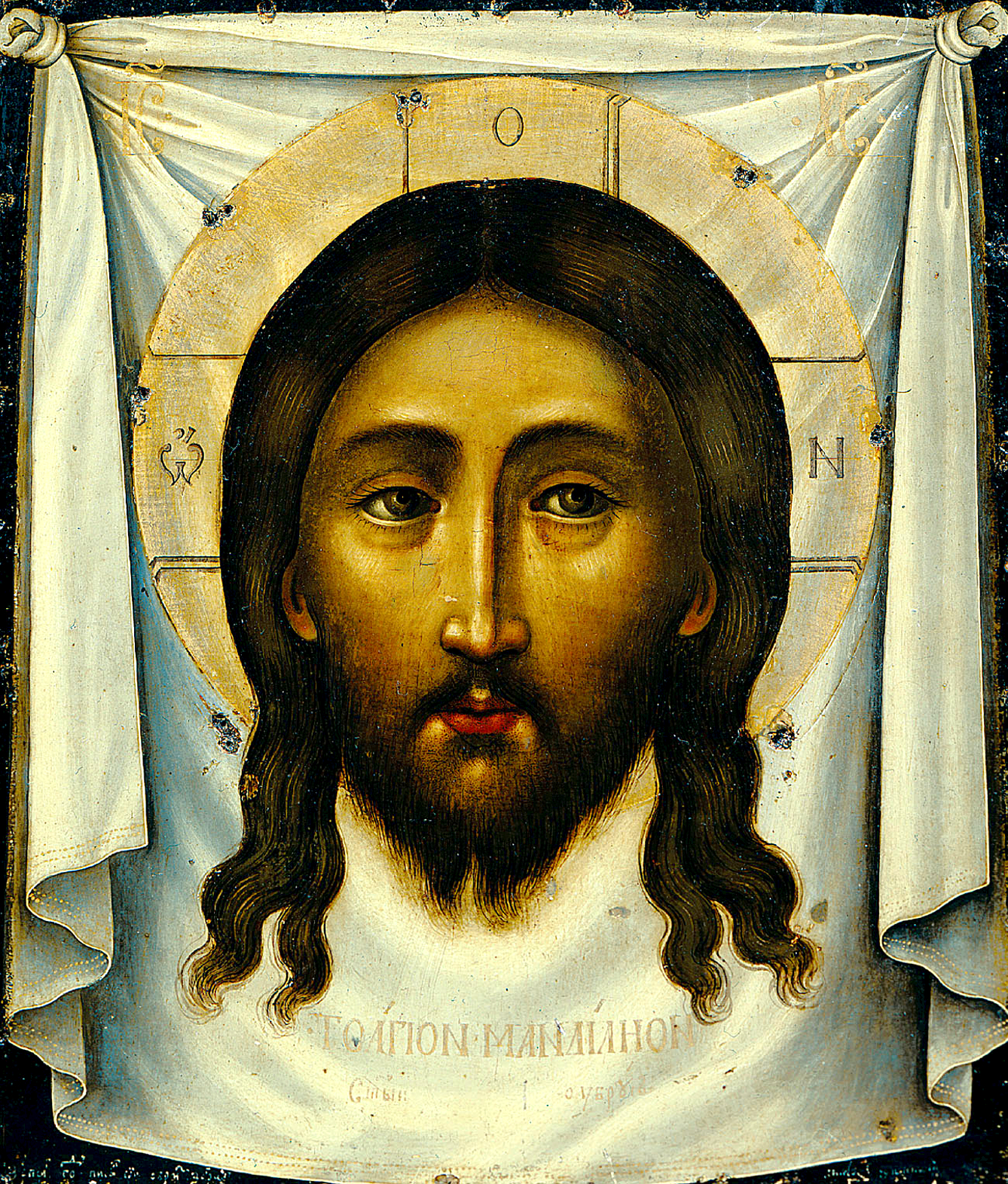
東方正教会のキリストのイコン。シモン・フョードロヴィチ・ウシャコフ、17世紀。

初期の教父たちは、光の源としての神の概念の確立に多くの労力を費やした。
カトリック的な解釈では、光輪は魂に満ちる神の恩寵の光を表している。
正教会の神学では、イコンはキリストや天国の聖人たちを見てコミュニケーションをとることができる「天国への窓」である。イコンの金地は、描かれているものが天国であることを示している。光輪は、創造されざる光(ギリシャ語: Ἄκτιστον Φῶς) や神の恩の象徴である。偽ディオニュシオス・ホ・アレオパギテースは、『天の階層』の中で、天使や聖人たちが神の恩寵によって照らされ、ひいては他の人々を照らすことについて語っている。

### ギャラリー

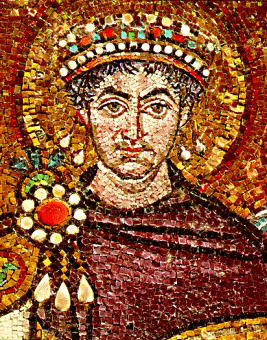
サン・ヴィターレ聖堂では、ユスティニアヌス1世（と皇后テオドラ）のモザイク画で光輪が描かれている。ラヴェンナ、548年
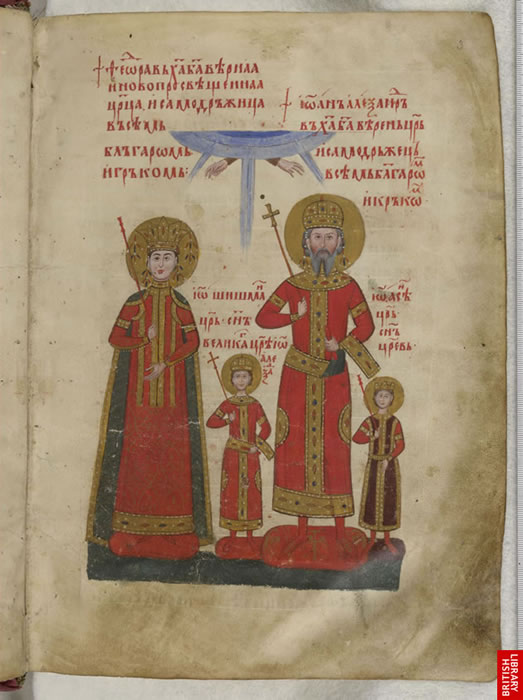
ブルガリア皇帝イヴァン・アレクサンダルの福音書（英語版）、1355年–56年。皇帝の家族全員が光輪を持っている
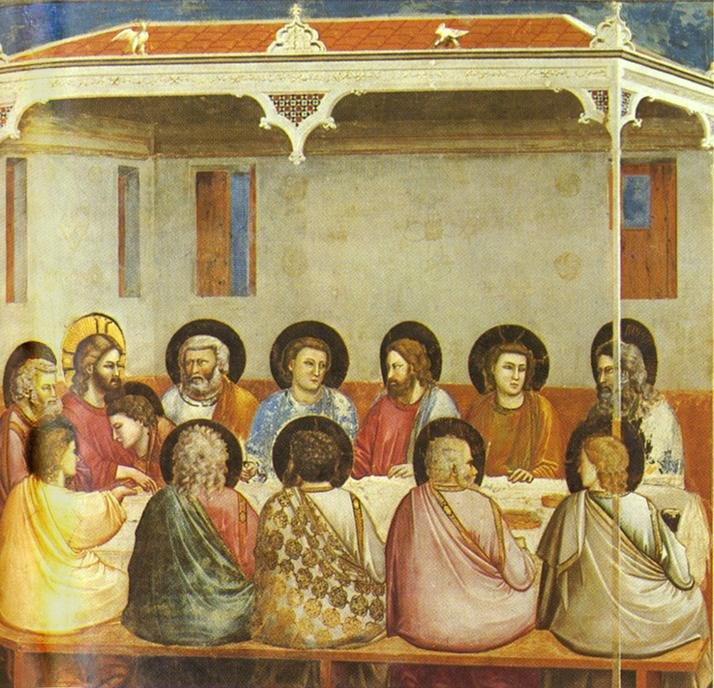
ジョット・ディ・ボンドーネのスクロヴェーニ礼拝堂（1305年）。光輪の描写に遠近法が用いられている。画面構成の都合上ヨハネの光輪を小さくする必要があった。
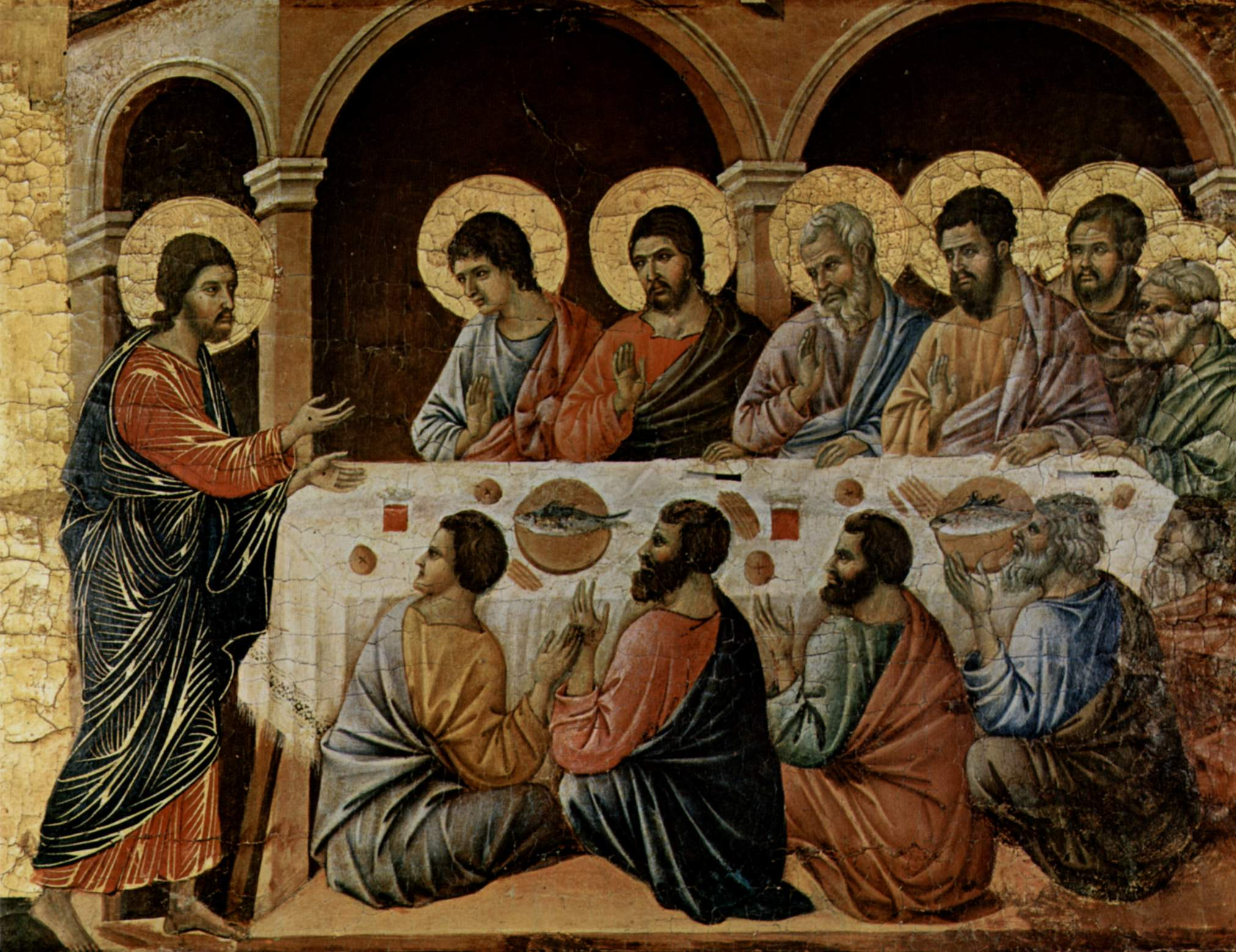
ドゥッチョの『マエスタ』。11人の前に現れた復活したキリスト (ルカ 24,36-49)。キリストには光輪があるが、使徒たちは、画面構成に不都合ではない者だけ光輪を持っている。
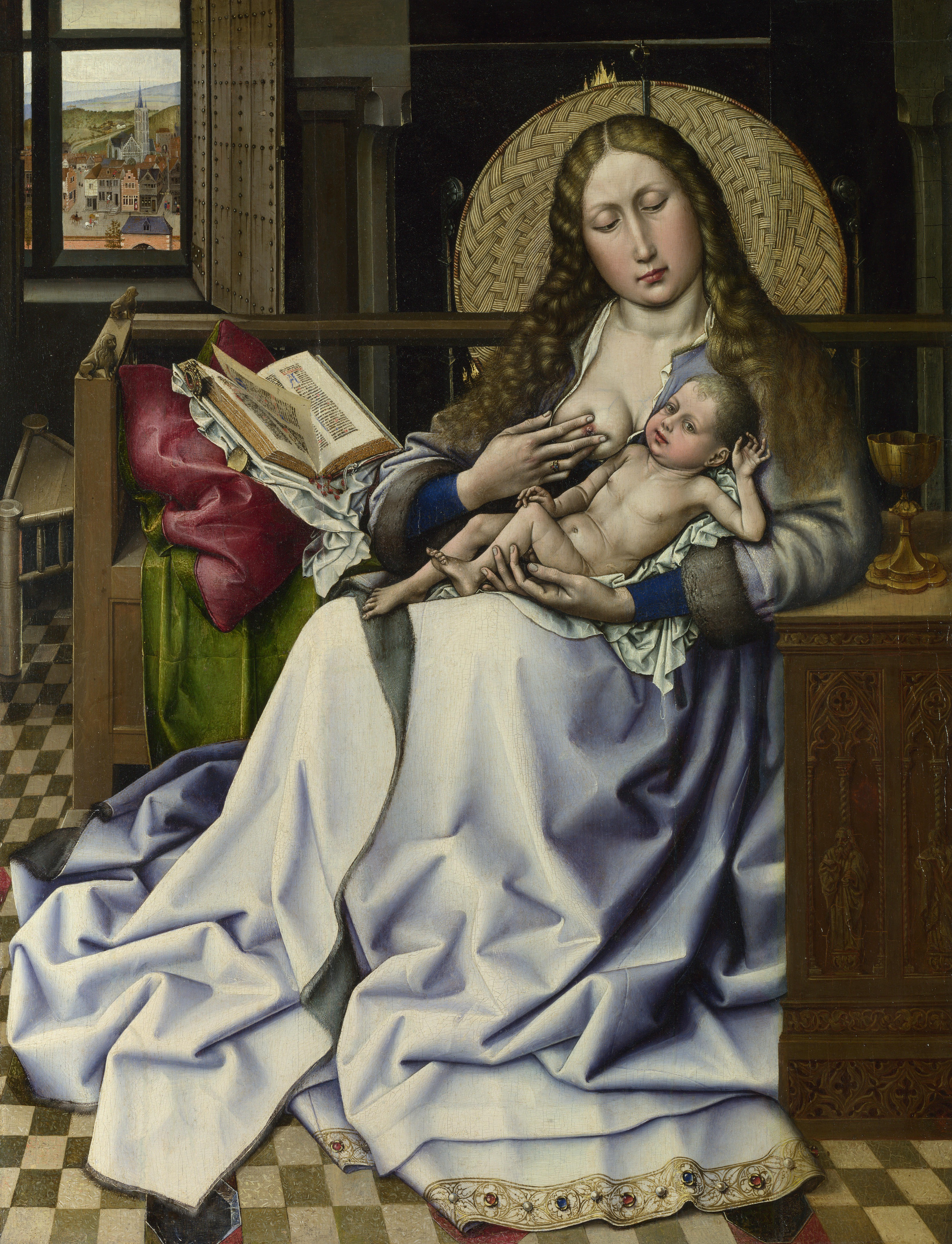
1430年以前の初期フランドル派。宗教的な場面を現実的な生活環境内の物体で象徴している。籐製の衝立を光輪に見立てている。
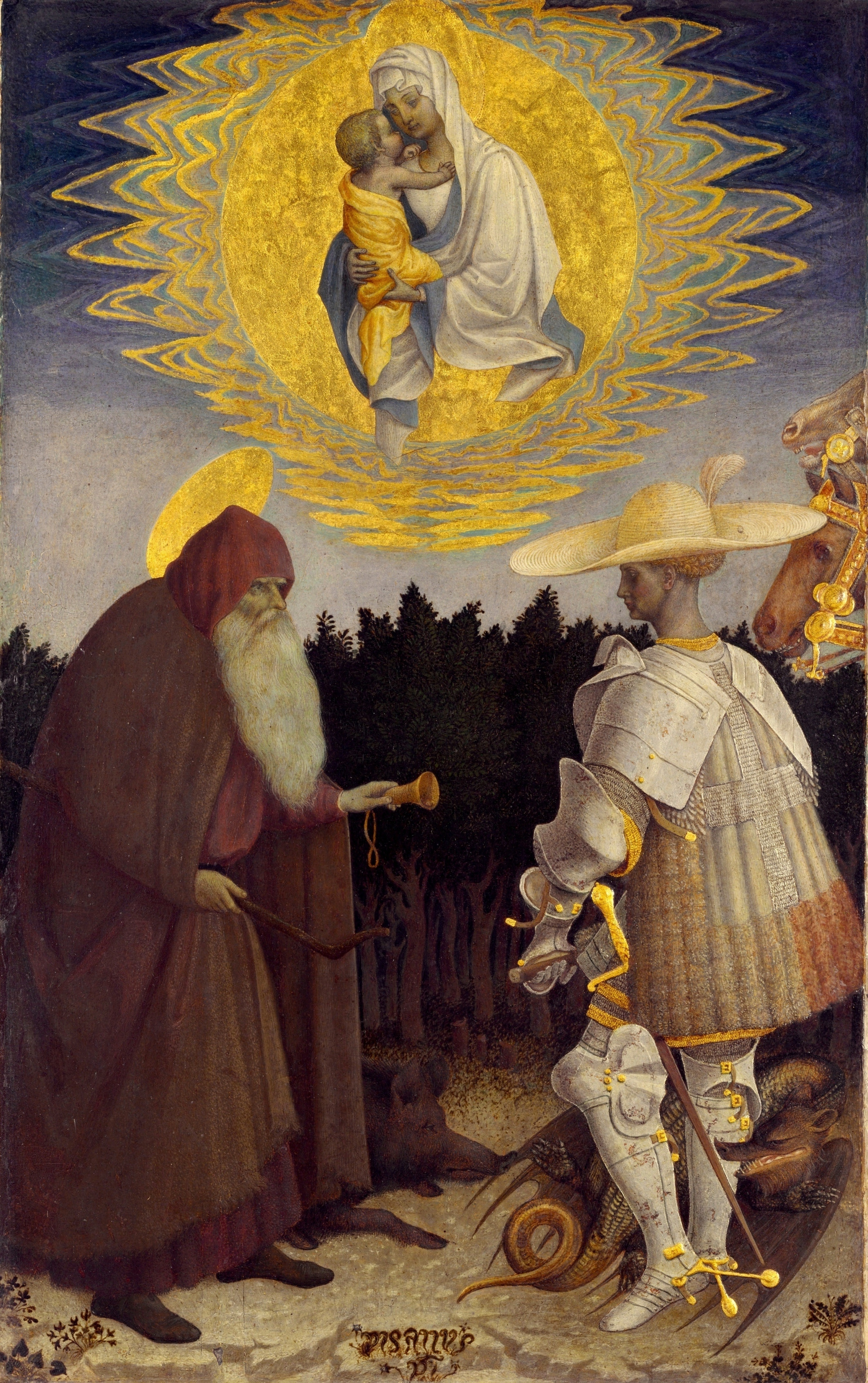
上のマリアには大きな光背があり、聖アントニウスには立体的な円盤状の光輪があるが、この場合聖ゲオルギウスの帽子が見劣りする。ピサネロ、1430年代
フラ・アンジェリコ、1450年。マリアの光輪は立体的だが、ヨセフの光輪はそうではない。イエスには十字形の光輪がある。
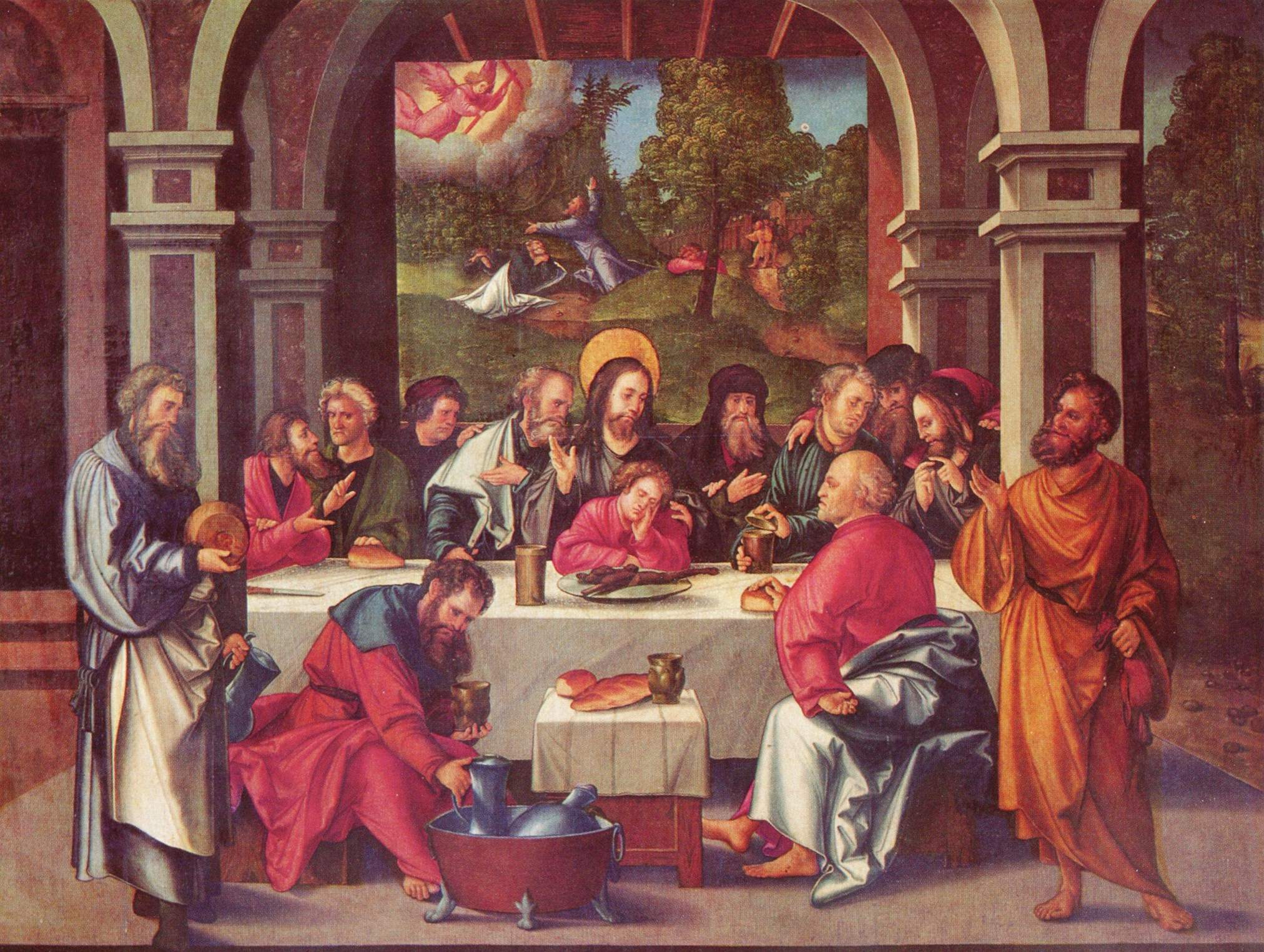
ルーテル派のハンス・ショイフェラインによって1515年に描かれた最後の晩餐の場面では、キリストのみが光輪を持っている。
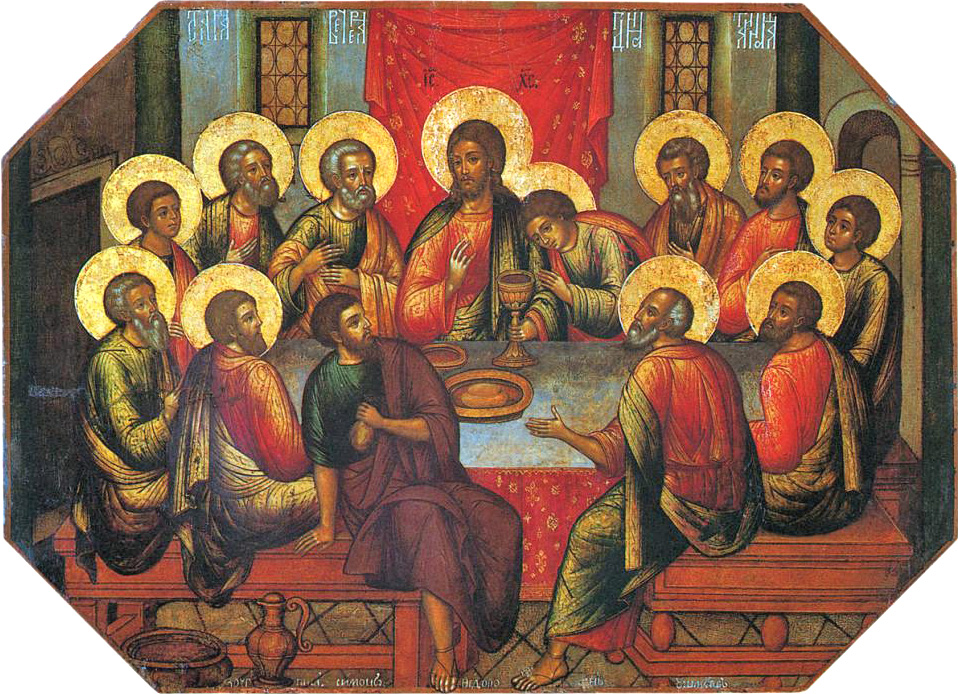
シモン・フョードロヴィチ・ウシャコフの『最後の晩餐』のイコン（1685年）では、12使徒のうち11人に光輪があり、イスカリオテのユダだけが光輪を持っていない。
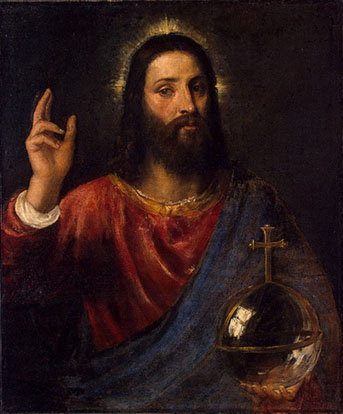
ティツィアーノの『サルバトール・ムンディ（英語版）』（1570年）。後期ルネサンスからは、より「自然主義的」な形式の光輪が好まれることが多くなった。
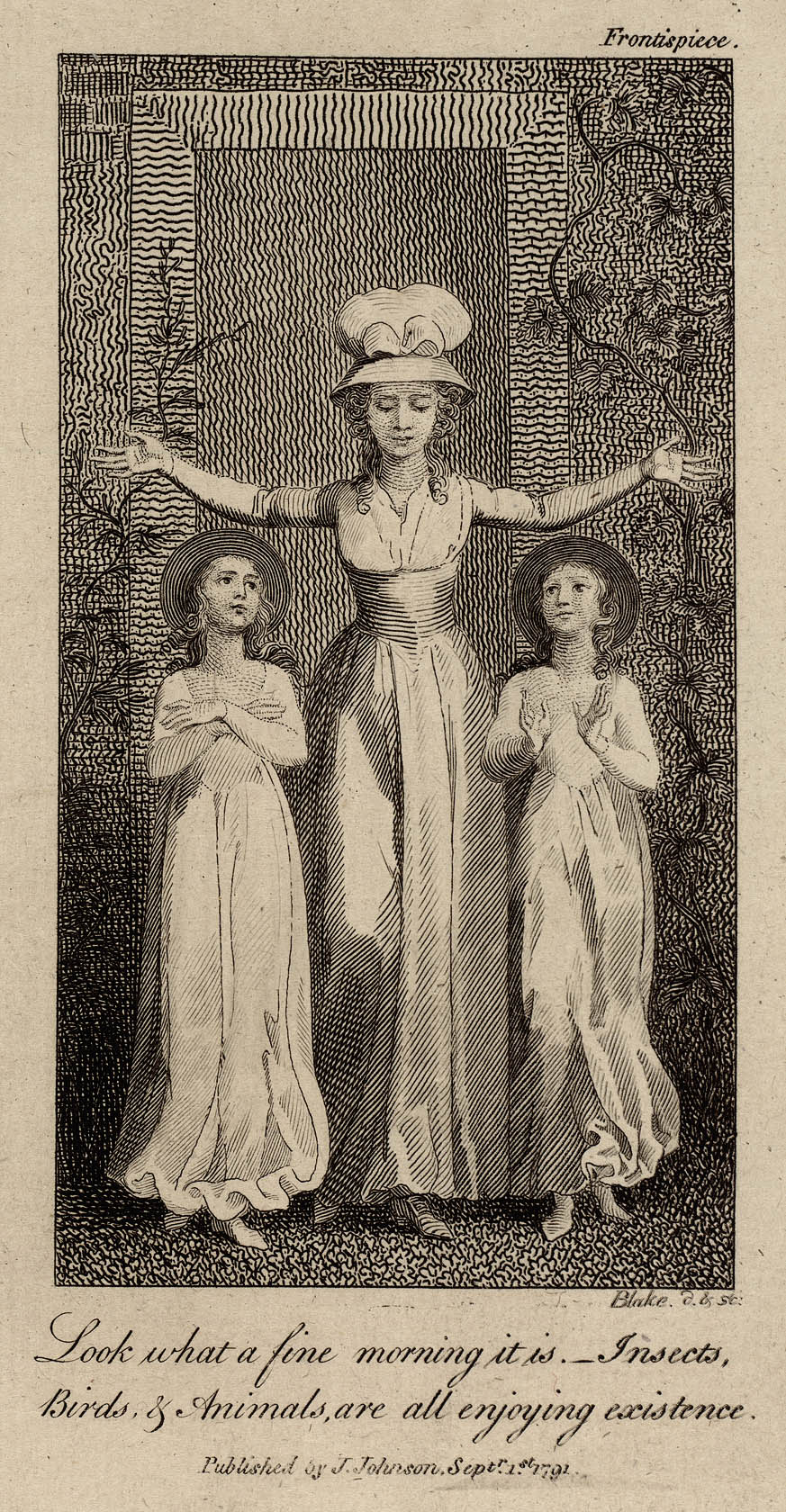
ウィリアム・ブレイクは、メアリ・ウルストンクラフトの『実生活からのオリジナルストーリー』（1791年）の扉絵で、二人の少女の帽子を光輪に見立てている。
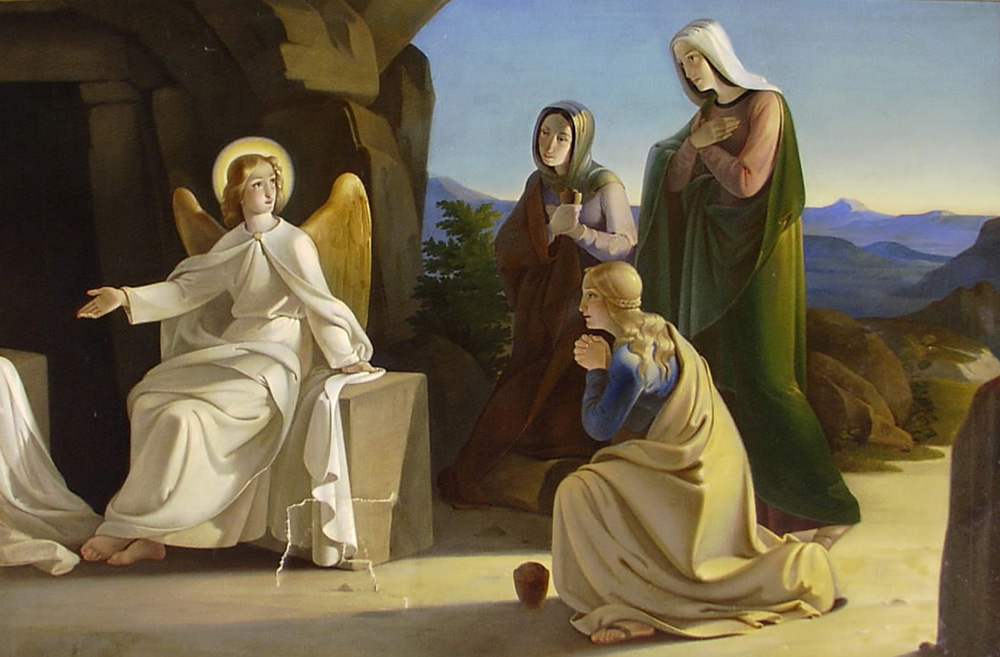
ユリウス・シュノル・フォン・カロルスフェルトは、ナザレ派のメンバーだった。 しかし、1835年の『墳墓での3人のマリア』では、天使だけが光輪を持っている。
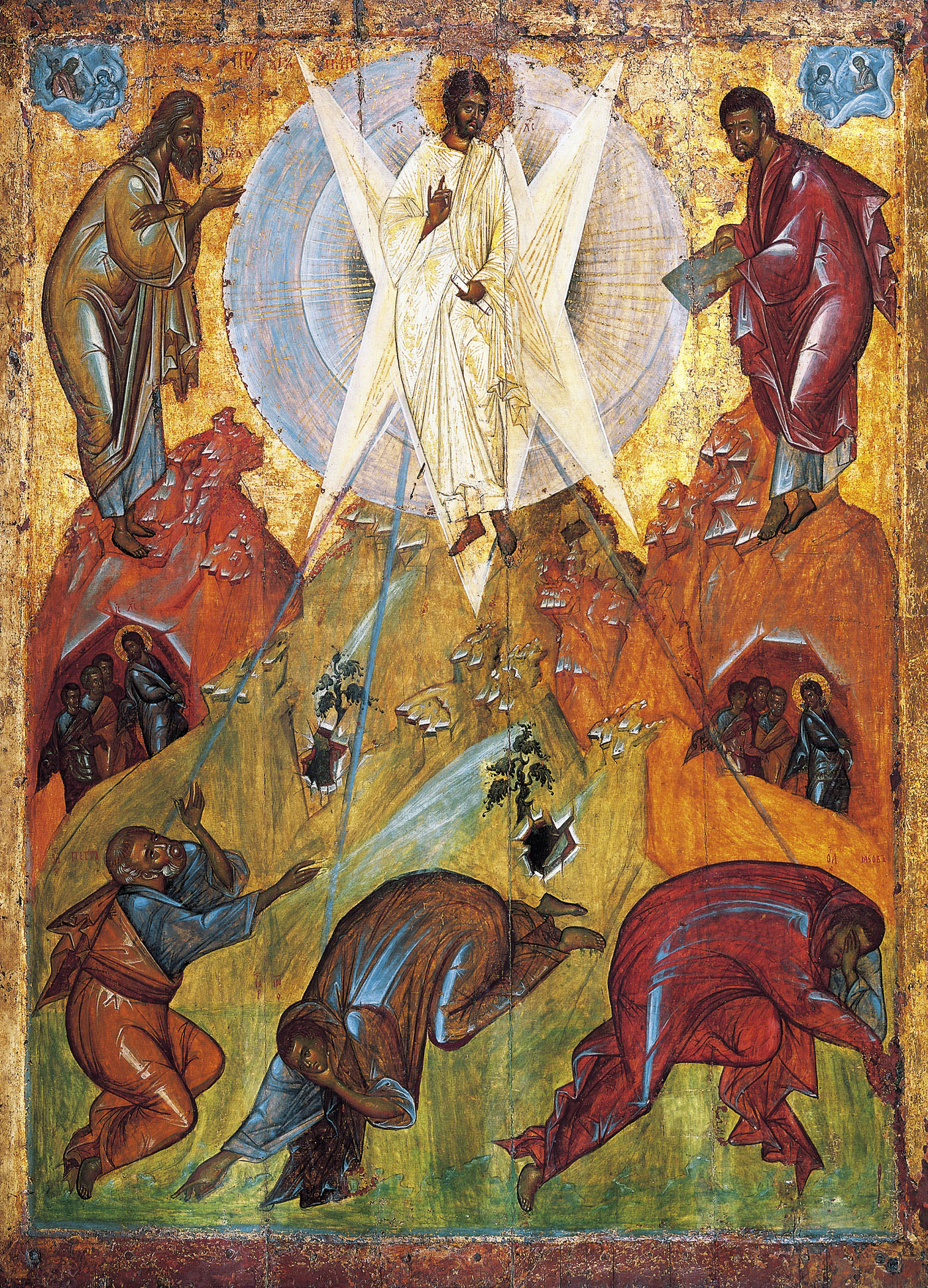
後期ビザンティン/ロシアの変容のイコン。フェオファン・グレク作。モスクワ、トレチャコフ美術館

## 大衆文化における使用

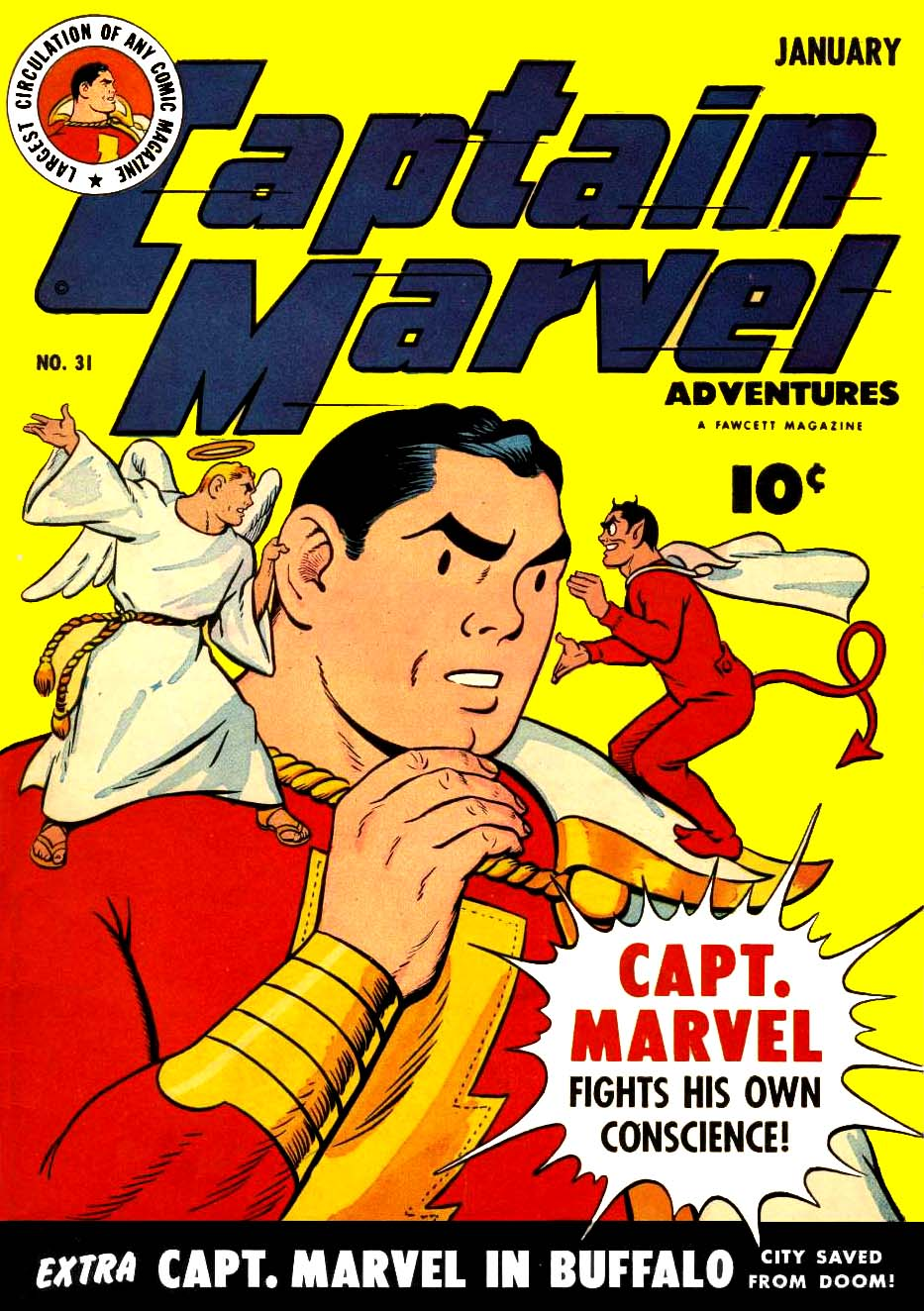
大衆文化に見られる光輪。『キャプテン・マーベル』の表紙に描かれた天使の頭上に浮かんでいる。1944年

ポピュラーなグラフィック文化においては、少なくとも19世紀後半以降、単純な輪で光輪が描かれるようになってきた。国際的に、ファンタジー作品のゲームや漫画に登場する天使の頭上に浮かんでいる輪として、非宗教的な文脈で光輪が描かれるようにもなっている。2002年のアニメ『灰羽連盟』や、2021年リリースのモバイルゲーム『ブルーアーカイブ -Blue Archive-』の登場人物は、頭上に「ヘイロー」と呼ばれる光輪を浮かべている。
Unicodeの「u1f607」（😇）では、光輪を持つ人の絵文字（SMILING FACE WITH HALO）が割り当てられている。この絵文字は、ポジティブな感情の時でもネガティブな感情の時でも使用される。